# Pseudotomentella griseopergamacea
Pseudotomentella griseopergamacea är en svampart som beskrevs av M.J. Larsen 1971. Pseudotomentella griseopergamacea ingår i släktet Pseudotomentella och familjen Thelephoraceae.  Arten är reproducerande i Sverige. Inga underarter finns listade i Catalogue of Life.